# 眼帶石斑魚
眼帶石斑魚（學名：Epinephelus striatus）是一種石斑魚。其种加词“striatus”意为“有条纹的”。它們是西印度群島最重要的漁獲，但卻因過度捕漁而瀕危。

## 特徵

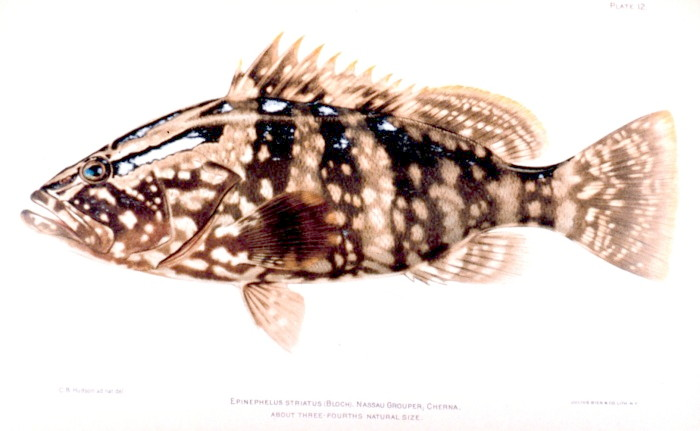
拿騷石斑魚的側面。

眼帶石斑魚的體型屬中等至大型，可以長達1米及重25公斤。它們的身體很厚．嘴很大，可以吸入獵物。個別身體的顏色會因應環境而有所不同。在淺水區，它們一般會呈黃褐色；在深水區的則會呈粉紅色或紅色，有時甚至是橙紅色。它們的鰭顏色較淺，身體上有深色的斑點或斑紋，包括眼睛後下的黑點和頭頂上的叉狀斑紋。

## 生態
眼帶石斑魚是海魚，喜歡近礁的水域。它們是珊瑚礁中最大的魚類之一。它們分佈在由百慕達、美國科羅拉多州及巴哈馬南至巴西的西大西洋，墨西哥灣卻很少見到它們。在水深100米至海岸的地方都可以見到它們。
眼帶石斑魚是獨居的，於日間覓食，主要吃其他魚類及細小的甲殼類。它們於12月至1月間產卵，產卵多於同一位點及滿月時份。在滿月的光照下，大量的拿騷石斑魚會進行交配。正因為這樣，它們很易成為漁民的目標。
拿騷石斑魚並不害羞，潛水員可以隨時接近它們。

## 保育
近年由於過度捕漁及繁殖期較長，眼帶石斑魚的數量大幅下降。加上它們的產卵地區很易被漁民發現，故經常在繁殖季節被捕捉。它們現時被國際自然保護聯盟列為瀕危。美國、開曼群島及巴哈馬群島的政府也已禁止捕捉它們。

## 外部連結
- Fishbase （页面存档备份，存于）
- US National Marine Fisheries Service （页面存档备份，存于）
- 眼帶石斑魚的图片 （页面存档备份，存于）